# Место под солнцем (телесериал, 2004)
«Место под солнцем» — российский восьмисерийный детективный телесериал по роману Полины Дашковой. Главную роль сыграла бывшая балерина Большого театра Анастасия Волочкова. Съёмки проводились в Москве, Париже и ОАЭ.

## Сюжет
Поклонник известной балерины Екатерины Орловой попадает под подозрение в убийстве её мужа, бизнесмена Глеба Калашникова. Но вскоре среди подозреваемых оказываются также тайная любовница Глеба, его партнер по бизнесу и молодая мачеха предпринимателя.

## В ролях
| Актёр                        | Роль                      |
| ---------------------------- | ------------------------- |
| Анастасия Волочкова          | Катя Орлова               |
| Сергей Горобченко            | Паша Дубровин             |
| Оксана Сташенко              | Светлана Петрова          |
| Максим Аверин                | Глеб Калашников           |
| Юлия Юдинцева                | Марго Крестовская         |
| Елизавета Арзамасова         | Маргоша в детстве         |
| Александра Афанасьева-Шевчук | Ольга Гуськова            |
| Дмитрий Брусникин            | депутат Баринов           |
| Артём Кретов                 | директор казино «Феликс»  |
| Александр Лазарев (ст.)      | Калашников-ст. отец Глеба |
| Кирилл Гребенщиков           | следователь Кузьменко     |
| Ия Саввина                   | бабушка Ольги             |
| Наталья Тетенова             | Жанночка                  |
| Виктор Проскурин             | Бориска БОМЖ              |
| Людмила Чурсина              | мама Кати                 |
| Татьяна Щанкина              | Элла                      |
| Игорь Яцко                   | авторитет Лунек           |
| Жанна Прохоренко             | мама Глеба                |

## Критика
Нина Цыркун из журнала «Искусство кино» так охарактеризовала картину: «Идеальное воплощение ритуализованной условности — балетная дива Анастасия Волочкова в качестве „расследующей“ убийство мужа героини сериала. Нарциссическая самовлюбленность артистки, которую невозможно было скрыть (даже если кто-то из создателей сериала и пытался это сделать), выдает ее единственную сверхзадачу — „выглядеть“».
Галина Сапожникова писала: «Кинодебют Анастасии Волочковой в сериале „Место под солнцем“ вызвал у зрителей неоднозначную реакцию. Мужчины, как правило, Волочкову хвалят. Дамы же дружно плюются: мол, тоже мне, актриса!».
Обозреватель Газета.Ru так описал сериал: «Чтобы не отвлекать нас от Катиной мимики, ужасно играют даже Чурсина и Александр Лазарев-старший (отец мужа). Хуже стараются и переигрывают главную героиню молодые второстепенные персонажи, например, мачеха мужа в исполнении случайно найденной в ресторане Дома кино модели Юлии Юдинцевой, а также мимопроходящие дети и собака».
По мнению Полины Дашковой «в сериале очень грубо изменен её сценарий, сюжет, стилистика, все диалоги и монологи, все характеры героев — то есть там абсолютно ничего не осталось от того, что есть в романе, и от того, что было в сценарии».
Фёдор Раззаков в книге «Блеск и нищета российского ТВ» писал об игре Анастасии Волочковой: «Отметим, что её появление в фильме было неслучайно, а было привычным явлением для нового российского телевидения. Это просто стало модным: приглашать в сериалы какое-нибудь раскрученное медийное лицо, пусть оно даже в кадре держаться не умело».